# Caribbean Club Championship 2018
Caribbean Club Championship 2018 var den tjugonde säsongen av Caribbean Club Championship, Karibiens största fotbollsturnering. Turneringen hölls mellan 31 januari och 13 maj 2018 i tre länder, gruppspelet hölls i Dominikanska republiken och Trinidad och Tobago, slutspelet hölls i Jamaica. Turneringen vanns av Atlético Pantoja från Dominikanska republiken som i finalen besegrade Arnett Gardens från Jamaica. Tredjeplatsen vanns av Portmore United från Jamaica som besegrade Central från Trinidad och Tobago. Central fick spela playoff mot vinnaren av Caribbean Club Shield 2018 om en plats i Concacaf League 2018.

## Gruppspel

### Grupp A
| Nr | Lag              | S | V | O | F | GM | IM | MS | P |
| -- | ---------------- | - | - | - | - | -- | -- | -- | - |
| 1  | Atlético Pantoja | 3 | 2 | 1 | 0 | 6  | 0  | +6 | 7 |
| 2  | Arnett Gardens   | 3 | 1 | 1 | 1 | 5  | 2  | +3 | 4 |
| 3  | W Connection     | 3 | 1 | 0 | 2 | 2  | 5  | −3 | 3 |
| 4  | Real Hope        | 3 | 1 | 0 | 2 | 1  | 7  | −6 | 3 |

|             | 31 januari 2018 | Atlético Pantoja | 0 – 0   | Arnett Gardens | Ato Boldon Stadium                                          |                                                             |
| 17:00 UTC−4 | 17:00 UTC−4     |                  | Rapport |                | Couva, Trinidad och Tobago Domare: Ricangel de Leça (Aruba) | Couva, Trinidad och Tobago Domare: Ricangel de Leça (Aruba) |
| 17:00 UTC−4 | 17:00 UTC−4     |                  |         |                | Couva, Trinidad och Tobago Domare: Ricangel de Leça (Aruba) | Couva, Trinidad och Tobago Domare: Ricangel de Leça (Aruba) |
| 17:00 UTC−4 | 17:00 UTC−4     |                  |         |                | Couva, Trinidad och Tobago Domare: Ricangel de Leça (Aruba) | Couva, Trinidad och Tobago Domare: Ricangel de Leça (Aruba) |

|             | 31 januari 2018 | W Connection | 0 – 1           | Real Hope        | Ato Boldon Stadium                                            |                                                               |
| 20:00 UTC−4 | 20:00 UTC−4     |              | (0 – 1) Rapport | 3′ Johnson Jeudy | Couva, Trinidad och Tobago Domare: Oscar Macías Romo (Mexiko) | Couva, Trinidad och Tobago Domare: Oscar Macías Romo (Mexiko) |
| 20:00 UTC−4 | 20:00 UTC−4     |              |                 |                  | Couva, Trinidad och Tobago Domare: Oscar Macías Romo (Mexiko) | Couva, Trinidad och Tobago Domare: Oscar Macías Romo (Mexiko) |
| 20:00 UTC−4 | 20:00 UTC−4     |              |                 |                  | Couva, Trinidad och Tobago Domare: Oscar Macías Romo (Mexiko) | Couva, Trinidad och Tobago Domare: Oscar Macías Romo (Mexiko) |

|             | 2 februari 2018 | Real Hope | 0 – 3           | Atlético Pantoja                             | Ato Boldon Stadium                                      |                                                         |
| 17:00 UTC−4 | 17:00 UTC−4     |           | (0 – 2) Rapport | 35′, 59′ Luis José Espinal 41′ Armando Maita | Couva, Trinidad och Tobago Domare: Reon Radix (Grenada) | Couva, Trinidad och Tobago Domare: Reon Radix (Grenada) |
| 17:00 UTC−4 | 17:00 UTC−4     |           |                 |                                              | Couva, Trinidad och Tobago Domare: Reon Radix (Grenada) | Couva, Trinidad och Tobago Domare: Reon Radix (Grenada) |
| 17:00 UTC−4 | 17:00 UTC−4     |           |                 |                                              | Couva, Trinidad och Tobago Domare: Reon Radix (Grenada) | Couva, Trinidad och Tobago Domare: Reon Radix (Grenada) |

|             | 2 februari 2018 | W Connection          | 2 – 1           | Arnett Gardens         | Ato Boldon Stadium                                          |                                                             |
| 20:00 UTC−4 | 20:00 UTC−4     | Marcus Joseph 2′, 13′ | (2 – 0) Rapport | 62′ (str.) Fabian Reid | Couva, Trinidad och Tobago Domare: Gladwyn Johnson (Guyana) | Couva, Trinidad och Tobago Domare: Gladwyn Johnson (Guyana) |
| 20:00 UTC−4 | 20:00 UTC−4     |                       |                 |                        | Couva, Trinidad och Tobago Domare: Gladwyn Johnson (Guyana) | Couva, Trinidad och Tobago Domare: Gladwyn Johnson (Guyana) |
| 20:00 UTC−4 | 20:00 UTC−4     |                       |                 |                        | Couva, Trinidad och Tobago Domare: Gladwyn Johnson (Guyana) | Couva, Trinidad och Tobago Domare: Gladwyn Johnson (Guyana) |

|             | 4 februari 2018 | Arnett Gardens                                         | 4 – 0           | Real Hope | Ato Boldon Stadium                                            |                                                               |
| 17:00 UTC−4 | 17:00 UTC−4     | Fabian Reid 65′, 86′ (str.), 90+2′ Leon Strickland 90′ | (0 – 0) Rapport |           | Couva, Trinidad och Tobago Domare: Oscar Macías Romo (Mexiko) | Couva, Trinidad och Tobago Domare: Oscar Macías Romo (Mexiko) |
| 17:00 UTC−4 | 17:00 UTC−4     |                                                        |                 |           | Couva, Trinidad och Tobago Domare: Oscar Macías Romo (Mexiko) | Couva, Trinidad och Tobago Domare: Oscar Macías Romo (Mexiko) |
| 17:00 UTC−4 | 17:00 UTC−4     |                                                        |                 |           | Couva, Trinidad och Tobago Domare: Oscar Macías Romo (Mexiko) | Couva, Trinidad och Tobago Domare: Oscar Macías Romo (Mexiko) |

|             | 4 februari 2018 | W Connection | 0 – 3           | Atlético Pantoja                                                             | Ato Boldon Stadium                                                    |                                                                       |
| 20:00 UTC−4 | 20:00 UTC−4     |              | (0 – 2) Rapport | 27′ Luis José Espinal 31′ Armando Maita 65′ (str.) Jean Carlos López Moscoso | Couva, Trinidad och Tobago Domare: Juan Gabriel Calderón (Costa Rica) | Couva, Trinidad och Tobago Domare: Juan Gabriel Calderón (Costa Rica) |
| 20:00 UTC−4 | 20:00 UTC−4     |              |                 |                                                                              | Couva, Trinidad och Tobago Domare: Juan Gabriel Calderón (Costa Rica) | Couva, Trinidad och Tobago Domare: Juan Gabriel Calderón (Costa Rica) |
| 20:00 UTC−4 | 20:00 UTC−4     |              |                 |                                                                              | Couva, Trinidad och Tobago Domare: Juan Gabriel Calderón (Costa Rica) | Couva, Trinidad och Tobago Domare: Juan Gabriel Calderón (Costa Rica) |

### Grupp B
| Nr | Lag             | S | V | O | F | GM | IM | MS | P |
| -- | --------------- | - | - | - | - | -- | -- | -- | - |
| 1  | Central         | 3 | 2 | 0 | 1 | 4  | 2  | +2 | 6 |
| 2  | Portmore United | 3 | 1 | 1 | 1 | 4  | 3  | +1 | 4 |
| 3  | Atlántico       | 3 | 1 | 1 | 1 | 4  | 4  | 0  | 4 |
| 4  | Racing          | 3 | 1 | 0 | 2 | 2  | 5  | −3 | 3 |

|             | 7 februari 2018 | Central | 0 – 2           | Portmore United                      | Estadio Cibao FC                                                       |                                                                        |
| 17:00 UTC−4 | 17:00 UTC−4     |         | (0 – 0) Rapport | 47′ Ricardo Morris 86′ Jeremie Lynch | Santiago, Dominikanska republiken Domare: Marco Antonio Ortiz (Mexiko) | Santiago, Dominikanska republiken Domare: Marco Antonio Ortiz (Mexiko) |
| 17:00 UTC−4 | 17:00 UTC−4     |         |                 |                                      | Santiago, Dominikanska republiken Domare: Marco Antonio Ortiz (Mexiko) | Santiago, Dominikanska republiken Domare: Marco Antonio Ortiz (Mexiko) |
| 17:00 UTC−4 | 17:00 UTC−4     |         |                 |                                      | Santiago, Dominikanska republiken Domare: Marco Antonio Ortiz (Mexiko) | Santiago, Dominikanska republiken Domare: Marco Antonio Ortiz (Mexiko) |

|             | 7 februari 2018 | Atlántico                                     | 2 – 1           | Racing            | Estadio Cibao FC                                                  |                                                                   |
| 20:00 UTC−4 | 20:00 UTC−4     | Engelbert Briceño 7′ (str.) Jarol Herrera 16′ | (2 – 1) Rapport | 27′ Bendy Charles | Santiago, Dominikanska republiken Domare: Oshane Nation (Jamaica) | Santiago, Dominikanska republiken Domare: Oshane Nation (Jamaica) |
| 20:00 UTC−4 | 20:00 UTC−4     |                                               |                 |                   | Santiago, Dominikanska republiken Domare: Oshane Nation (Jamaica) | Santiago, Dominikanska republiken Domare: Oshane Nation (Jamaica) |
| 20:00 UTC−4 | 20:00 UTC−4     |                                               |                 |                   | Santiago, Dominikanska republiken Domare: Oshane Nation (Jamaica) | Santiago, Dominikanska republiken Domare: Oshane Nation (Jamaica) |

|             | 9 februari 2018 | Racing | 0 – 3           | Central                                                         | Estadio Cibao FC                                                                     |                                                                                      |
| 17:00 UTC−4 | 17:00 UTC−4     |        | (0 – 2) Rapport | 11′ Jason Marcano 40′ (sjm.) Marckendel Paul 49′ Tyrone Charles | Santiago, Dominikanska republiken Domare: Trevester Richards (Saint Kitts och Nevis) | Santiago, Dominikanska republiken Domare: Trevester Richards (Saint Kitts och Nevis) |
| 17:00 UTC−4 | 17:00 UTC−4     |        |                 |                                                                 | Santiago, Dominikanska republiken Domare: Trevester Richards (Saint Kitts och Nevis) | Santiago, Dominikanska republiken Domare: Trevester Richards (Saint Kitts och Nevis) |
| 17:00 UTC−4 | 17:00 UTC−4     |        |                 |                                                                 | Santiago, Dominikanska republiken Domare: Trevester Richards (Saint Kitts och Nevis) | Santiago, Dominikanska republiken Domare: Trevester Richards (Saint Kitts och Nevis) |

|             | 9 februari 2018 | Atlántico             | 2 – 2           | Portmore United                          | Estadio Cibao FC                                                       |                                                                        |
| 20:00 UTC−4 | 20:00 UTC−4     | Herlyn Cuica 77′, 87′ | (0 – 1) Rapport | 41′ Javon East 72′ (str.) Ewan Grandison | Santiago, Dominikanska republiken Domare: Ismael Cornejo (El Salvador) | Santiago, Dominikanska republiken Domare: Ismael Cornejo (El Salvador) |
| 20:00 UTC−4 | 20:00 UTC−4     |                       |                 |                                          | Santiago, Dominikanska republiken Domare: Ismael Cornejo (El Salvador) | Santiago, Dominikanska republiken Domare: Ismael Cornejo (El Salvador) |
| 20:00 UTC−4 | 20:00 UTC−4     |                       |                 |                                          | Santiago, Dominikanska republiken Domare: Ismael Cornejo (El Salvador) | Santiago, Dominikanska republiken Domare: Ismael Cornejo (El Salvador) |

|             | 11 februari 2018 | Portmore United | 0 – 1              | Racing              | Estadio Cibao FC                                                 |                                                                  |
| 17:00 UTC−4 | 17:00 UTC−4      |                 | (0 – 1) [ Rapport] | 27′ Jamesley Daniel | Santiago, Dominikanska republiken Domare: Sherwin Moore (Guyana) | Santiago, Dominikanska republiken Domare: Sherwin Moore (Guyana) |
| 17:00 UTC−4 | 17:00 UTC−4      |                 |                    |                     | Santiago, Dominikanska republiken Domare: Sherwin Moore (Guyana) | Santiago, Dominikanska republiken Domare: Sherwin Moore (Guyana) |
| 17:00 UTC−4 | 17:00 UTC−4      |                 |                    |                     | Santiago, Dominikanska republiken Domare: Sherwin Moore (Guyana) | Santiago, Dominikanska republiken Domare: Sherwin Moore (Guyana) |

|             | 11 februari 2018 | Atlántico | 0 – 1           | Central              | Estadio Cibao FC                                                  |                                                                   |
| 20:00 UTC−4 | 20:00 UTC−4      |           | (0 – 1) Rapport | 60′ (sjm.) Yoan Melo | Santiago, Dominikanska republiken Domare: Oshane Nation (Jamaica) | Santiago, Dominikanska republiken Domare: Oshane Nation (Jamaica) |
| 20:00 UTC−4 | 20:00 UTC−4      |           |                 |                      | Santiago, Dominikanska republiken Domare: Oshane Nation (Jamaica) | Santiago, Dominikanska republiken Domare: Oshane Nation (Jamaica) |
| 20:00 UTC−4 | 20:00 UTC−4      |           |                 |                      | Santiago, Dominikanska republiken Domare: Oshane Nation (Jamaica) | Santiago, Dominikanska republiken Domare: Oshane Nation (Jamaica) |

## Slutspel

### Slutspelsträd
|  | Semifinaler      | Semifinaler    |       |                 | Final                    | Final |  |
|  |                  |                |       |                 |                          |       |  |
|  | 11 maj 2018      |                |       |                 |                          |       |  |
|  | Atlético Pantoja | 4              |       |                 |                          |       |  |
|  | Portmore United  | 3              |       |                 |                          |       |  |
|  |                  |                |       |                 |                          |       |  |
|  |                  |                |       |                 | 13 maj 2018              |       |  |
|  |                  |                |       |                 | Inter Moengotapoe (str.) | 0 (6) |  |
|  |                  | Arnett Gardens | 0 (5) |                 |                          |       |  |
|  |                  |                |       |                 |                          |       |  |
|  |                  |                |       |                 |                          |       |  |
|  |                  |                |       |                 | Bronsmatch               |       |  |
|  | 11 maj 2018      | 11 maj 2018    |       | 13 maj 2018     | 13 maj 2018              |       |  |
|  | Arnett Gardens   | 2              |       | Portmore United | 2                        |       |  |
|  | Central          | 0              |       |                 | Central                  | 1     |  |

### Semifinaler
|             | 11 maj 2018 | Atlético Pantoja                                      | 4 – 3           | Portmore United                       | Anthony Spaulding Sports Complex    |                                     |
| 18:00 UTC−5 | 18:00 UTC−5 | Luis José Espinal 24′, 45+1′ Eduardo Centeno 30′, 69′ | (3 – 2) Rapport | 27′, 34′ Jovan East 52′ Jeremie Lynch | Kingston Domare: Jair Marrufo (USA) | Kingston Domare: Jair Marrufo (USA) |
| 18:00 UTC−5 | 18:00 UTC−5 |                                                       |                 |                                       | Kingston Domare: Jair Marrufo (USA) | Kingston Domare: Jair Marrufo (USA) |
| 18:00 UTC−5 | 18:00 UTC−5 |                                                       |                 |                                       | Kingston Domare: Jair Marrufo (USA) | Kingston Domare: Jair Marrufo (USA) |

|             | 11 maj 2018 | Arnett Gardens                          | 2 – 0           | Central | Anthony Spaulding Sports Complex                     |                                                      |
| 21:00 UTC−5 | 21:00 UTC−5 | Tamar Edwards 35′ Marvin Morgan Jr. 55′ | (1 – 0) Rapport |         | Kingston Domare: Bryan López Castellanos (Guatemala) | Kingston Domare: Bryan López Castellanos (Guatemala) |
| 21:00 UTC−5 | 21:00 UTC−5 |                                         |                 |         | Kingston Domare: Bryan López Castellanos (Guatemala) | Kingston Domare: Bryan López Castellanos (Guatemala) |
| 21:00 UTC−5 | 21:00 UTC−5 |                                         |                 |         | Kingston Domare: Bryan López Castellanos (Guatemala) | Kingston Domare: Bryan López Castellanos (Guatemala) |

### Bronsmatch
Vinnaren kvalificerar sig för Concacaf League 2018, förloraren fick spela playoff mot vinnaren av Caribbean Club Shield 2018 om en plats i Concacaf League 2018.
|             | 13 maj 2018 | Portmore United                        | 2 – 1           | Central            | Anthony Spaulding Sports Complex                      |                                                       |
| 17:00 UTC−5 | 17:00 UTC−5 | Rosario Harriott 58′ Jeremie Lynch 63′ | (0 – 1) Rapport | 27′ Duane Muckette | Kingston Domare: Kimbell Ward (Saint Kitts och Nevis) | Kingston Domare: Kimbell Ward (Saint Kitts och Nevis) |
| 17:00 UTC−5 | 17:00 UTC−5 |                                        |                 |                    | Kingston Domare: Kimbell Ward (Saint Kitts och Nevis) | Kingston Domare: Kimbell Ward (Saint Kitts och Nevis) |
| 17:00 UTC−5 | 17:00 UTC−5 |                                        |                 |                    | Kingston Domare: Kimbell Ward (Saint Kitts och Nevis) | Kingston Domare: Kimbell Ward (Saint Kitts och Nevis) |

### Final
|             | 13 maj 2018 | Atlético Pantoja | 0 – 0                      | Arnett Gardens                                                                                   | Anthony Spaulding Sports Complex            |                                             |
| 20:00 UTC−5 | 20:00 UTC−5 | | (0 – 0) Rapport            |                                                                                                  | Kingston Domare: Joel Aguilar (El Salvador) | Kingston Domare: Joel Aguilar (El Salvador) |
| 20:00 UTC−5 | 20:00 UTC−5 | |                            |                                                                                                  | Kingston Domare: Joel Aguilar (El Salvador) | Kingston Domare: Joel Aguilar (El Salvador) |
| 20:00 UTC−5 | 20:00 UTC−5 | Jean Carlos López Moscoso Nicolás Rebollo Eduardo Centeno Jesús Quintero Armando Maita Carlos Russell Miguel Odalis Báez | Straffsparksläggning 6 – 5 | Lennox Russell Newton Sterling Al Nesbeth Fabian Reid Jarmar Jackson Jabeur Johnson Jamar Martin | Kingston Domare: Joel Aguilar (El Salvador) | Kingston Domare: Joel Aguilar (El Salvador) |

## Playoff
Som förlorare av bronsmatchen fick Central spela playoff mot vinnaren från Caribbean Club Shield 2018 om en plats i Concacaf League 2018.
|             | 16 maj 2018 | Central           | 1 – 2           | Franciscain                             | Anthony Spaulding Sports Complex                 |                                                  |
| 19:30 UTC−5 | 19:30 UTC−5 | Anthony Wolfe 15′ | (1 – 2) Rapport | 27′ Djénhael Maingé 45+1′ Johnny Marajo | Kingston (Jamaica) Domare: Yadel Martínez (Kuba) | Kingston (Jamaica) Domare: Yadel Martínez (Kuba) |
| 19:30 UTC−5 | 19:30 UTC−5 |                   |                 |                                         | Kingston (Jamaica) Domare: Yadel Martínez (Kuba) | Kingston (Jamaica) Domare: Yadel Martínez (Kuba) |
| 19:30 UTC−5 | 19:30 UTC−5 |                   |                 |                                         | Kingston (Jamaica) Domare: Yadel Martínez (Kuba) | Kingston (Jamaica) Domare: Yadel Martínez (Kuba) |